# Dufourea scabricornis
Dufourea scabricornis is een vliesvleugelig insect uit de familie Halictidae. De wetenschappelijke naam van de soort is voor het eerst geldig gepubliceerd in 1949 door Bohart.